# Medialuna Monumental de Rancagua
Medialuna Monumental de Rancagua, también llamada Medialuna Nacional o Medialuna Monumental de Rancagua Gonzalo Vial Vial, es un complejo deportivo destinado a la práctica del rodeo chileno, un deporte nacional del país. Está ubicada en la ciudad de Rancagua, Chile.
Es la principal medialuna de Chile y la que tiene más capacidad de espectadores. Es la sede anual del Campeonato Nacional de Rodeo, además de haberse ocupado para partidos de tenis de la Copa Davis y otros tipos de eventos.

## Historia
En verano de 1948 fue inaugurada la antigua Medialuna de Rancagua, construida en su totalidad de madera. En ese entonces tenía una capacidad para 6 mil personas y era la de mayor capacidad de público. Su construcción fue gracias a la ayuda de privados, como Germán Ibarra Alcántara, a quien hay dedicada una placa en el recinto, y a una ayuda considerable de la Braden Copper Company (hoy CODELCO División El Teniente). Los planos de la medialuna los realizó Jorge Ibarra, los de las instalaciones el arquitecto Eduardo Iribarren, y el constructor Felipe Hidalgo. Los terrenos fueron entregados en comodato por el entonces alcalde Luis Herrera.
Se levantó el escenario a orillas de la avenida España, en "las afueras" de la ciudad, hoy casi pleno centro, los propios socios del Club de Rodeo de Rancagua plantaron los eucaliptos que aún se conservan. La nueva medialuna reemplazó a la antigua que existía en la feria regional, ubicada detrás de la estación de ferrocarriles.
Con la construcción de esta medialuna, se originó el Campeonato Nacional de Rodeo, cuya primera edición fue en el año 1949 y los primeros campeones fue la collera integrada por Ernesto Santos y José Gutiérrez.
Este campeonato se disputaba en distintas ciudades sedes, además de Rancagua se disputó en San Fernando, Chillán, Curicó, Los Andes, Melipilla, Osorno, Melipilla, Maipú, Los Ángeles, Linares, Ovalle, Valdivia y Talca. El campeonato también se efectuó en Rancagua los años 1951, 1967, 1968, 1972 y 1973. A principios de los años 70 la medialuna fue ampliada para recibir a 9 mil personas y reforzada con gruesos cables de acero y a partir de 1975 el campeonato se ha realizado sin interrupciones en la Medialuna de Rancagua, sin ninguna otra ciudad sede como en los años anteriores.
A mediados de la década de 1990, la Federación del Rodeo Chileno deseaba contar con un recinto de mejor calidad para el desarrollo del Champion de Chile. Es así como se comenzó la construcción de la nueva medialuna, cuya proyección fue encargada a la empresa Alberto Sartori & Asociados. Finalmente, la reinauguración ocurrió el 18 de abril de 1997, bajo el mandato del alcalde Darío Valenzuela, siendo los campeones Alejandro Alvariño y Héctor Navarro, montando a Amuleto y Morenita con 33 puntos, convirtiéndose en los primeros campeones de la Monumental de Rancagua.
Luego de la remodelación de la medialuna, este complejo ha sido utilizado para importantes encuentros tenísticos, debido a la gran capacidad de público que esta puede albergar, superando incluso al Court Central de Tenis, ubicado en la ciudad de Santiago. (Véase Tenis).
En 2009 fue escogida para el Bicentenario de Chile entre las 30 obras más relevantes construidas en Chile entre los años 1960 y 2008, otorgándosele el Premio Obra Bicentenario.

## Características de la medialuna
La medialuna es una circunferencia de entre 20 y 25 metros de radio. A un costado se encuentra el apiñadero, desde donde se inicia la carrera. Próximas a los extremos del apiñadero están las atajadas (también llamadas quinchas), que es una zona de 12 metros de sacos acolchados, donde se tiene que atajar al novillo.
Esta estructura es de construcción sólida, a diferencia de la mayoría de las medialunas existentes en el país, que por lo general están construidas de madera. Este complejo cuenta además con caballerizas, un área recreativa utilizada durante las Fiestas Patrias y un área de venta de artesanía, ocupada por talabarteros y chamanteras. 
La medialuna, ubicada en la Avenida España esquina Germán Ibarra de la capital regional, está unida al Estadio Municipal Patricio Mekis, donde existen canchas de tenis y fútbol, frecuentemente utilizadas para las prácticas del Club Deportivo O'Higgins y para torneos menores, como el Campeonato Nacional de Fútbol Intersindical y el Campeonato de Los Barrios.

## Eventos deportivos

### Campeonato Nacional de Rodeo
Año a año, y organizado por la Federación del Rodeo Chileno se realiza en la Medialuna de Rancagua el Campeonato Nacional de Rodeo, llamado popularmente como "Champion de Chile", cita donde se reúnen las colleras que hayan clasificado en todo el país.
El evento atrae a una gran cantidad de aficionados de todo Chile, y se realiza por lo general en el mes de abril.

### Tenis
La primera cita tenística que se desarrolló en este complejo fue el partido que el tenista nacional Marcelo Ríos brindó en el marco de su gira nacional de despedida del tenis profesional llamada "Gracias Chile", que en la ciudad de Rancagua disputó ante el jugador Goran Ivanišević el 15 de diciembre de 2004.
Con ocasión del enfrentamiento de Chile ante Eslovaquia por la Copa Davis 2006, el equipo chileno evaluó que el encuentro se jugaría fuera de la Región Metropolitana, siendo elegida la Medialuna Monumental por sus excelentes condiciones de infraestructura. Este evento se desarrolló durante los días 10, 11 y 12 de febrero de 2006, frente a más de 12.000 personas. Finalmente el equipo chileno compuesto por Fernando González, Nicolás Massú, Paul Capdeville y Adrián García se impuso al conjunto europeo, y avanzó a los cuartos de final del torneo por equipos, enfrentándose a Estados Unidos.
En 2009 se disputó una nueva Copa Davis, esta vez ante el equipo de Austria. Los partidos se desarrollaron durante los días 18, 19, 20 y  21 de septiembre, coincidiendo con la celebración de las Fiestas Patrias en Chile.

## Proyecto de remodelación
Existe un ambicioso proyecto para remodelar la actual medialuna y techarla. La Federación del Rodeo Chileno ha sostenido conversaciones con el gobierno regional para financiar en forma compartida la iniciativa a través del Fondo de Desarrollo Regional. 
El proyecto no solo contempla el techado de la medialuna, sino que además un espacio para la comunidad rancagüina con boulevard, restoranes y distintos espacios públicos. El proyecto tendría un costo de, aproximadamente, diez mil millones de pesos.